# 辛勒·亨里克森
辛勒·亨里克森（挪威語：Sindre Henriksen，1992年7月24日—），生于卑尔根，挪威男子速度滑冰运动员。他曾代表挪威获得2018年冬季奥运会速度滑冰比赛男子团体追逐赛金牌。